# Setantops lepidus
Setantops lepidus är en stekelart som först beskrevs av Tosquinet 1896.  Setantops lepidus ingår i släktet Setantops och familjen brokparasitsteklar. Inga underarter finns listade i Catalogue of Life.